# New London (Texas)
New London ist eine Stadt im Rusk County im Bundesstaat Texas in den Vereinigten Staaten. Das U.S. Census Bureau hat bei der Volkszählung 2020 eine Einwohnerzahl von 958 ermittelt.
New London ist Teil der sozioökonomischen Region Ark-La-Tex, die Teile der vier Bundesstaaten Arkansas, Louisiana, Oklahoma und Texas umfasst.

## Geographie
New London liegt im Nordosten des Staates Texas im Süden der Vereinigten Staaten. Es liegt inmitten einer Seenlandschaft, die sich vom Nordosten Oklahomas bis in den Osten von Texas zieht.
Nahegelegene Städte sind unter anderem Overton (unmittelbar nordwestlich angrenzend), Kilgore (6 km nördlich), Arp (6 km westlich), Henderson (12 km südöstlich) und Tyler (17 km nordwestlich). Die nächste größere Stadt ist mit über 1,2 Millionen Einwohnern das etwa 180 Kilometer nordwestlich entfernt gelegene Dallas.

## Geschichte
Der Ort entstand mit der Gründung eines „London“ genannten Postamts 1855, das bis 1876 diente. Im Folgejahr wurde die erste Schule errichtet. Bis 1930 wurde hauptsächlich Landwirtschaft betrieben. 1930 hob Columbus Marion Joiner nahe der Siedlung den ersten Schacht des heute etwa 570 Quadratkilometer großen Ölfeldes im Osten Texas’ aus, wodurch die Stadt einen großen Boom erlebte. So entstand 1931 ein neues Post-Gebäude, zudem wurde die Stadt aufgrund des identischen Namens gegenüber London zu New London umbenannt. Im selben Jahr zogen etwa 100 Familien aus dem Arbeitsumfeld von Humble Oil nach New London, die dort tätigen Ölkonzerne boten Jobs, Häuser, Elektrizität und Wasser und bauten Parks und Gemeinschaftsgebäude.
Traurige Bekanntheit erlangte die Stadt 1937, als eine Gasexplosion an der New London School 295 Menschen das Leben kostete und bis heute als größte Schulkatastrophe der Vereinigten Staaten gilt.
In den 1950er Jahren nahm die Gewinnung von Öl deutlich ab, die Schächte wurden durch Pipelines und Pumpen ersetzt. Die Ölkonzerne bauten viele der Gebäude ab und verließen den Ort. 1963 wurde New London eingemeindet. 2000 hatte die Gemeinde 987 Einwohner und 23 Unternehmungen. Neben den Serviceeinrichtungen der Ölunternehmen sind eine Pflegestation sowie die West Rusk High School die größten Arbeitgeber.

## Verkehr
In Nord-Süd-Ausrichtung verläuft der Texas State Highway 42, der über 54 Kilometer von White Oak im Norden nach Henderson im Süden verläuft. Im Süden der Stadt kreuzt er mit dem Texas State Highway 323. Im Norden der Stadt liegt der Ausgangspunkt des Texas State Highway 135, wenige Kilometer südlich verläuft außerdem der Texas State Highway 64. Östlich der Stadt verläuft von Norden nach Süden der U.S. Highway 259.
Etwa 16 Kilometer nordöstlich der Stadt befindet sich der East Texas Regional Airport. 2011 wurden dort etwa 75.000 Flugbewegungen mit dem Ziel Dallas/Fort Worth International Airport durchgeführt.

## Demographie
Die Volkszählung 2000 ergab eine Bevölkerungszahl von 987 Menschen, verteilt auf 352 Haushalte und 268 Familien. Die Bevölkerungsdichte betrug 44 Menschen pro Quadratkilometer. 92 % der Bevölkerung waren Weiße, 4,9 % Schwarze, 0,1 % Indianer und 0,1 % Asiaten. 2,3 % entstammten einer anderen Ethnizität, 1 % hatten zwei oder mehr Ethnizitäten, 4,9 % waren Hispanics oder Lateinamerikaner jedweder Ethnizität. Auf 100 Frauen kamen 82 Männer. Das Durchschnittsalter lag bei 39 Jahren, das Pro-Kopf-Einkommen betrug etwa 29.000 US-Dollar, womit 16 % der Bevölkerung unterhalb der Armutsgrenze lebten.
Bis zur Volkszählung 2010 stieg die Bevölkerungszahl auf 998.